# Fritz Baeßler
Fritz Baeßler, auch Bäßler (* 5. Juni 1884 in Glauchau; † 19. März 1945 in Plauen), war ein deutscher Verwaltungsjurist, Amtshauptmann, Landrat und Regierungsvizepräsident.

## Leben und Wirken
Nach dem Besuch des Gymnasiums studierte er Rechtswissenschaften an der Universität Heidelberg, wo er im Wintersemester 1903/04 immatrikuliert wurde und promovierte zum Dr. jur. Am 12. April 1912 trat er in den Dienst des Königreichs Sachsen und wurde 1920 zum Regierungsrat ernannt. Als solcher war er an der Amtshauptmannschaft Oschatz tätig. Von 1920 bis 1927 war Baeßler Mitglied der nationalliberalen DVP. Am 1. März 1927 erfolgte seine Ernennung zum Amtshauptmann der Amtshauptmannschaft Leipzig. Vom 11. Juni 1929 bis 6. Mai 1937 war er Mitglied des Rotary Klubs Leipzig. Von April 1933 bis zur Auflösung der Partei war Baeßler Mitglied der DNVP. Außerdem wurde er 1934 Vorsitzender der Deutschen Arbeitsgemeinschaft zur Förderung der Beschaffung heimischer Heil-, Gewürz- und Duftpflanzen, Sitz Leipzig. Am 16. Juni 1937 beantragte Baeßler die Aufnahme in die NSDAP und wurde rückwirkend zum 1. Mai desselben Jahres aufgenommen (Mitgliedsnummer 4.302.171).
Im Juli 1939 wurde Baeßler mit der kommissarischen Wahrnehmung der Dienstgeschäfte des Regierungsvizepräsidenten in Leipzig beauftragt und im Oktober 1939 endgültig zum Leipziger Regierungsvizepräsidenten ernannt. Er wohnte in der Ferdinand-Rhode-Straße 16 in Leipzig. Als der Landrat Alfred Beschorner in Plauen im Vogtland am 26. Oktober 1944 in Ruhestand trat, wurde Baßler dessen Nachfolger. Er beging am 19. März 1945 im 60. Lebensjahr in seinem Dienstzimmer Suizid. Im darauffolgenden Monat rückte das 347. US-Infanterieregiment in Plauen ein.